# Sreje, Šentjakob v Rožu
Sreje (nemško Srajach) je naselje v Občini Šentjakob v Rožu v Okraju Beljak-dežela na Koroškem v Avstriji.